# Иотка, Феодосий Антонович
Феодосий Антонович Иотка (1913—1990) — заместитель по политической части командира 178-го гвардейского стрелкового полка 60-й гвардейской стрелковой дивизии 12-й армии 3-го Украинского фронта, гвардии майор. Герой Советского Союза (1944).

## Биография
Родился 9 мая 1913 года в селе Мельниково Новичихинского района Алтайского края в крестьянской семье. Украинец. Член КПСС с 1941 года. В 1940 году окончил 9 классов средней школы. Работал в городе Камень-на-Оби Алтайского края.
В 1935 году призван в ряды Красной Армии. В 1937 году демобилизовался. Вторично призван в июле 1941 года. Окончил Сталинградское военно-политическое училище. В боях Великой Отечественной войны с мая 1942 года. Воевал на Юго-Западном, Сталинградском, 3-м Украинском фронте.
26 октября 1943 года заместитель по политической части командира 178-го гвардейского стрелкового полка гвардии майор Ф. А. Иотка со штурмовой группой переправился на остров Хортица на Днепре в районе Запорожья и занял первую траншею противника. Умело организовав оборону, отразил несколько контратак и удержал захваченный плацдарм до подхода подкрепления.
Указом Президиума Верховного Совета СССР от 19 марта 1944 года за мужество и героизм, проявленные при форсировании Днепра и удержании плацдарма гвардии майору Феодосию Антоновичу Иотке присвоено звание Героя Советского Союза с вручением ордена Ленина и медали «Золотая Звезда» (№ 3645).
После окончания Великой Отечественной войны продолжал службу в армии. В 1945 году окончил курсы усовершенствования, в 1950 году — курсы переподготовки политсостава при Военно-политической академии имени В. И. Ленина. Был заместителем начальника Высшей офицерской школы связи, начальником курсов по подготовке в высшие военные училища.
С 1960 года полковник Ф. А. Иотка — в запасе. Жил в Киеве. Скончался 31 октября 1990 года. Похоронен в Киеве на Городском кладбище «Берковцы».

## Награды
- Медаль «Золотая Звезда» Героя Советского Союза;
- орден Ленина;
- орден Отечественной войны 1-й степени;
- два ордена Красной Звезды;
- медали.